# Żonglerka

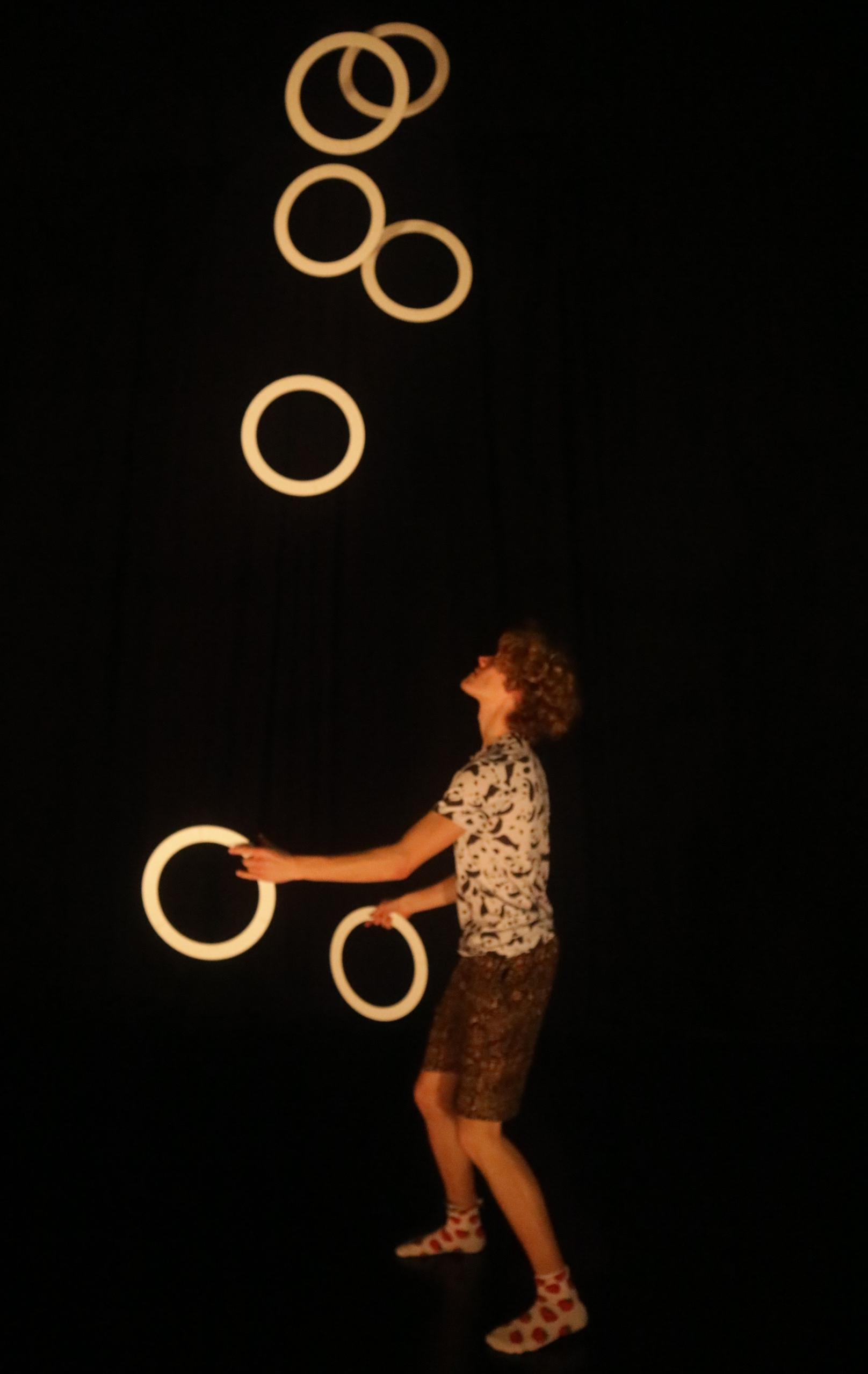
Żonglowanie 7 pierścieniami, Luca Pferdmenges

Żonglerka (fr. jongleur) – rodzaj rozrywkowej aktywności fizycznej, polegający na poruszaniu rekwizytami w niekonwencjonalny sposób. Najbardziej rozpoznawalną formą jest wielokrotne, powtarzalne podrzucanie przedmiotów w powietrze i ponowne ich chwytanie. Rekwizytami mogą być piłki, maczugi, obręcze, diabolo, poi, specjalnie wykonane kije, a także przedmioty codziennego użytku, jak długopisy, pudełka czy kapelusze. Niektórzy żonglerzy zwiększają dramatyzm swoich pokazów, używając przedmiotów takich jak noże, pochodnie czy nawet piły łańcuchowe.
Słowo żonglerka pochodzi z francuskiego jongleur i starofrancuskiego jogler. Istnieje także późnołacińska forma joculare łacińskiego słowa joculari, oznaczającego „żartować”.

## Historia żonglerki

### Przed XX wiekiem

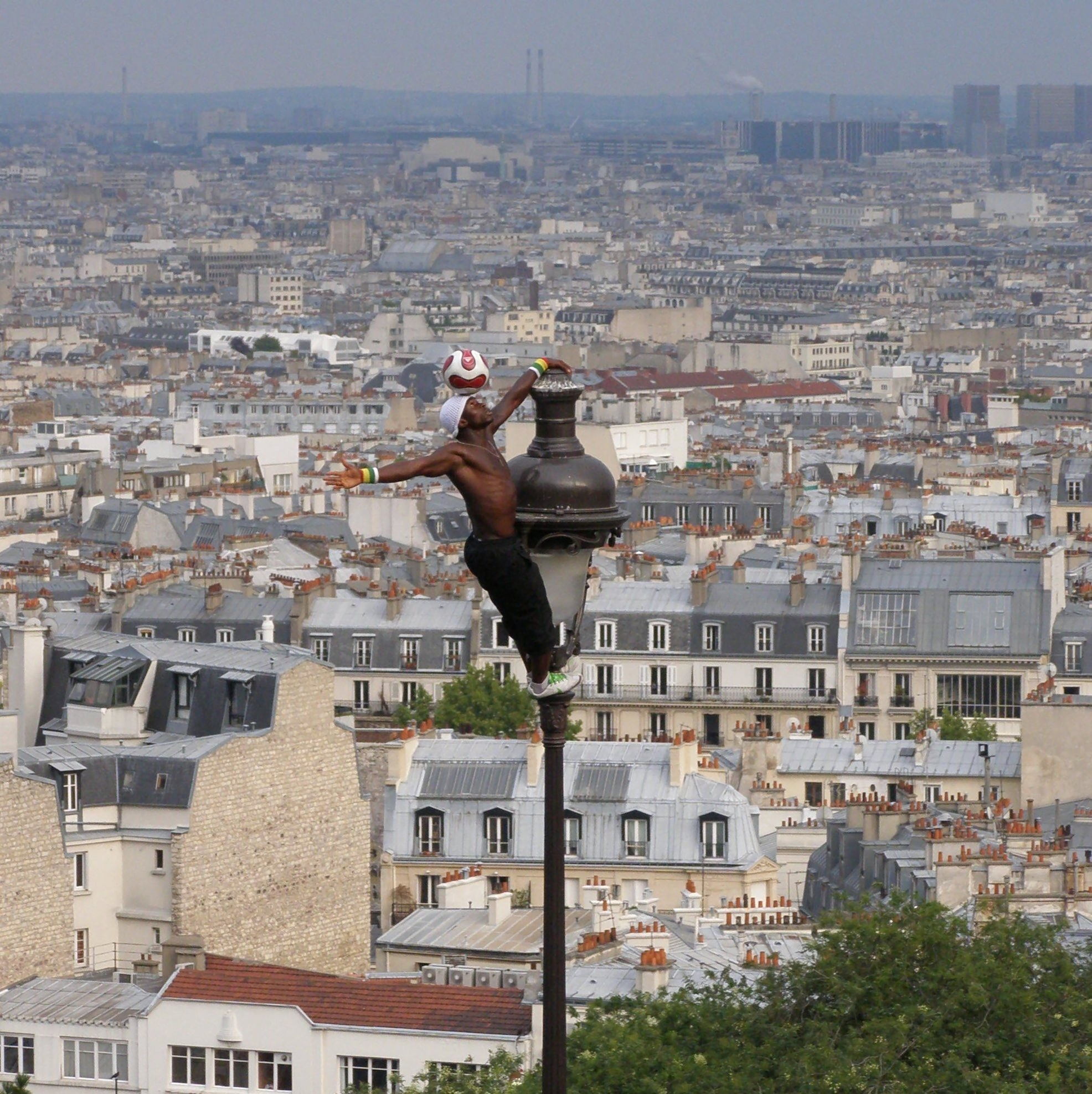
Uliczny żongler

Sztuka żonglerki poprzedza wszelkie źródła historyczne, dlatego jej początki nigdy nie będą znane. Najwcześniejszy zapis żonglowania z piętnastego grobowca Beni Hassana, przedstawia tancerki i akrobatów rzucających piłki. Żonglerkę zarejestrowano także w innych cywilizacjach, takich jak Chiny, Grecja, Aztekowie, Polinezja.
W Europie żonglerka była popularną sztuką do czasu upadku Imperium rzymskiego, po czym zamarła. W czasie średniowiecza historia była pisana przez duchownych kleryków, którzy z niechęcią patrzyli na żonglerów, nazywali ich gleemen oskarżając ich o niską moralność, albo nawet o praktykowanie czarów. W tej erze żonglerzy mogli występować jedynie na ulicach, rynkach, targowiskach czy w karczmach. Prezentowali krótkie, dowcipne i sprośne czyny, po czym podawali kapelusz albo torbę na napiwki widowni.
W 1768 roku w Anglii Philip Astley otwiera pierwszy nowożytny cyrk. Kilka lat później zatrudnia żonglerów, którzy wykonują sztuczki z koniem i klaunami. Od tego czasu żonglerzy są zwykle związani z cyrkami.
W XIX w. teatry stają się coraz popularniejsze, żonglerzy występują na scenie gdy kurtyna jest opuszczona, w przerwach między występami i kiedy zmieniana jest dekoracja. Żonglerzy zaczynają specjalizować się w swoim zajęciu, oddzielając je od innych, takich jak połykanie mieczy czy magia. Rozwija się przetwarzanie gumy i żonglerzy zaczynają używać gumowych piłeczek. Wcześniej wykorzystywali kule ze sznurka, wypchane skórzane torby, kule z drewna lub metali. Gumowe piłki uczyniły możliwym żonglowanie z odbijaniem.

### Najnowsza historia żonglerki
W 1947 roku powstaje Międzynarodowe Stowarzyszenie Żonglerów. Do początku lat pięćdziesiątych XX wieku żonglerka była uprawiana tylko przez zawodowców. Od tego czasu coraz więcej ludzi traktuje ją jako hobby. Międzynarodowe Stowarzyszenie Żonglerów rozpoczęło działalność jako związek profesjonalistów, ale szybko dołączyli do niego pasjonaci. Żonglerzy zaczęli regularne spotkania, ćwiczyli i wymieniali uwagi. Te zgromadzenia przekształciły się w kluby żonglerskie, które znajdują się obecnie w prawie każdym większym mieście.
Około roku 1980 zaczyna się okres intensywnego rozwoju kultury żonglerskiej. Odbywają się pokazy, warsztaty, konwencje żonglerskie, a także zawody. Rozpoczyna się też przemysłowa produkcja sprzętu żonglerskiego, którego dystrybucją zajmują się wyspecjalizowane sklepy.

## Popularne formy żonglerki

### Solo
Większość żonglerów koncentruje się na trzech rodzajach przedmiotów - piłkach, maczugach i obręczach. Wiele trików można z powodzeniem wykonywać wszystkimi z nich, ale istnieją również triki możliwe wyłącznie dla poszczególnych grup.
- Żonglowanie piłkami jest najpopularniejsze i bezpieczne.
- Maczugi (z wyglądu podobne do kręgli, jednak zasadniczo różniące się konstrukcją) są najtrudniejsze do opanowania, ale wyglądają najefektowniej dzięki temu, że obracają się w powietrzu.
- Obręcze są najrzadziej używane, głównie dlatego, że żonglowanie nimi może być bolesne, gdyż bez wyćwiczonej odpowiedniej techniki rzutu i łapania możemy narazić siebie na bolesne rany na dłoniach.

### Wieloosobowa
Zamiast żonglować samemu można znaleźć jeszcze jedną lub więcej osób i rzucać sobie przedmioty w parze lub w grupie(passing).
Przy żonglerce wieloosobowej żonglerzy stoją najczęściej twarzą w twarz lub odwróceni do siebie plecami. Do tego typu żonglerki najlepiej nadają się maczugi (clubsy). Istnieje wiele form żonglerki wieloosobowej, m.in.:
- Passing (Podawanie) - dwóch żonglerów stoi niedaleko siebie, wzajemnie rzucając do siebie przedmioty
- Stealing (Kradzież) - jeden z żonglerów podczas żonglowania drugiego zabiera mu podrzucane przedmioty i sam ma ich coraz więcej
- Takeouts (czasami też nazywana kradzieżą) - pojedyncze przedmioty są „podkradane” od jednego z żonglerów, który nie przerywa triku. Po chwili przedmioty wracają do posiadacza.

### Żonglerka kontaktowa
Od innych form odróżnia się ciągłym kontaktem przedmiotu z ciałem lub innymi rekwizytami. Najbardziej rozpoznawalną formą jest żonglerka kulą z akrylu. Najczęściej jest ona przeźroczysta, ale istnieją też kolorowe. Można turlać ją po ciele, a także, dzięki jej kształtowi i przejrzystości, można sprawić wrażenie zawieszenia w powietrzu (kula pozornie nie porusza się, podczas gdy żongler tańczy dookoła niej). Zazwyczaj żongluje się jedną kulą o średnicy około 100 mm. Do żonglerki wieloma kulami (multiball) używa się zazwyczaj mniejszych, 75 milimetrowych kul.
Odmianą żonglerki kontaktowej jest pen spinning.

### Żonglerka ogniem

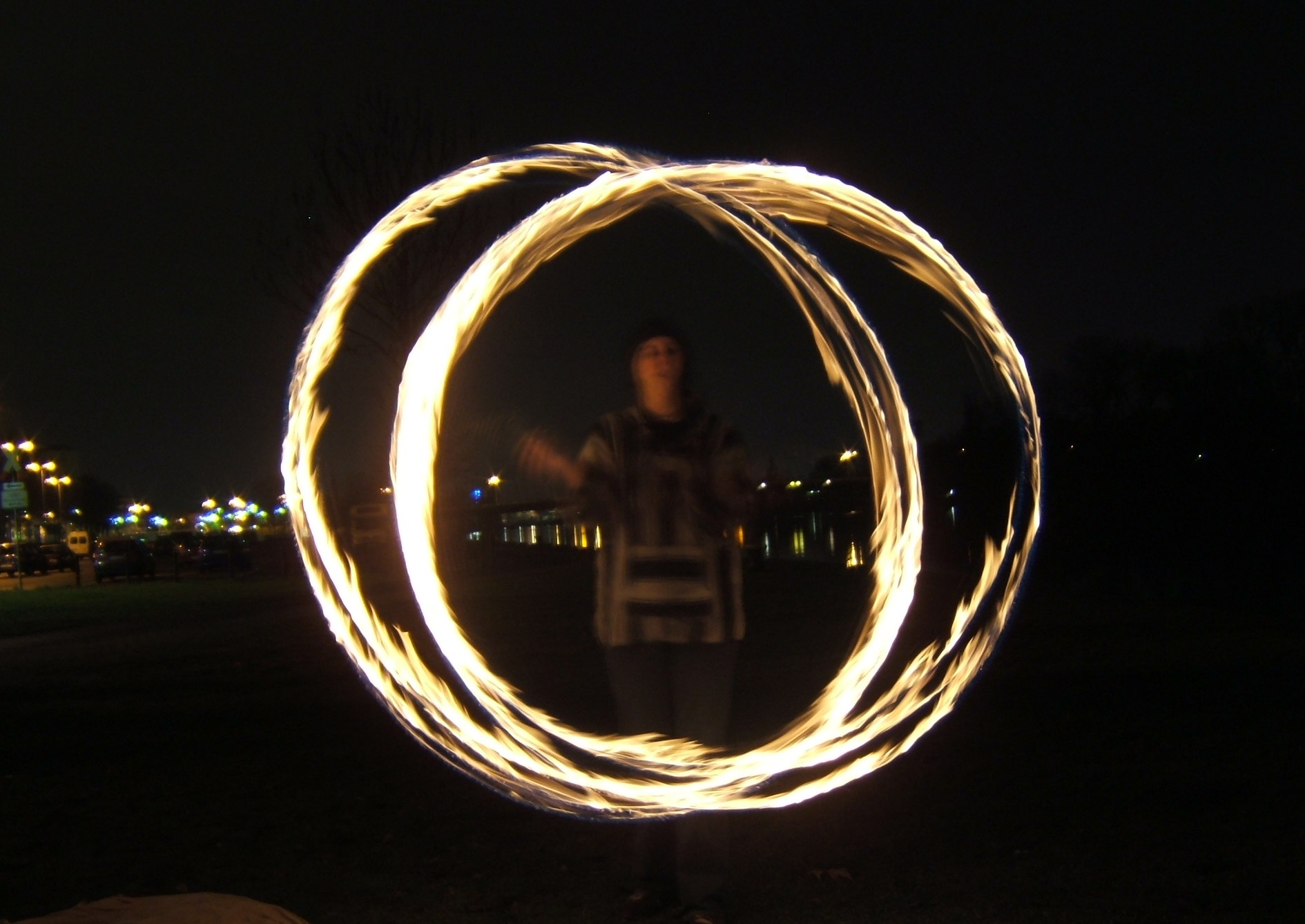
Żonglowanie ogniem z użyciem poi

Żonglerka ogniem może być wykonywana solo lub zespołowo. Zazwyczaj używa się w niej rekwizytów pozwalających zachować całkowitą separację ognia od ciała, choć czasami - dla wzmocnienia dramatyzmu - pozwala się na krótkotrwały kontakt z płomieniami. Ponieważ ten rodzaj żonglerki wygląda efektownie w ciemnościach, ograniczona widoczność jest również czynnikiem utrudniającym. Dlatego rzadziej polega na podrzucaniu przedmiotów, a częściej na kręceniu, machaniu i wywijaniu rekwizytami takimi jak poi czy kije. Bardzo rzadko w użyciu są piłki.

## Rekordy świata w żonglerce

### Solo
Na styczeń 2005 roku najlepsze wyniki to:
- Obręcze/talerze: 13 obręczy, 13 chwytów - Albert Lucas w 2002
- Piłki/woreczki: 12 piłek, 12 chwytów - Bruce Sarafian w 1996 i Ben Beever w 2001
- Maczugi/kije: 9 maczug, 9 chwytów - Bruce Tiemann w 1996, Scott Sorensen w 1997 i Chris Fowler w 2003

Powyższe rekordy są znane jako flash, tzn. każdy przedmiot jest rzucany i łapany tylko raz. Niektórzy żonglerzy i organizacje nie uważają tego za prawdziwą żonglerkę, biorąc pod uwagę rekordy, w których każdy przedmiot był rzucony przynajmniej dwa razy. Tego typu rekordy to obecnie: 
- 10 obręczy, 27 chwytów - Anthony Gatto w 2001
- 10 piłek, 23 chwyty - Bruce Sarafian w 2001
- 7 maczug przez 2 minuty 49 sekund - Anthony Gatto w 2005

Są też osobiste zapewnienia światowej klasy żonglerów, niepotwierdzone jednak przez JISCON:
- 14 obręczy, 14 chwytów - Albert Lucas
- 11 piłek, 18 chwytów - Peter Bone
- 7 maczug przez ponad 3 minuty - Anthony Gatto

Innym rodzajem rekordów, jakie muszą być wspomniane to odbijanie:
- Flash: 11 piłek, 11 chwytów - Tim Nolan w 1990
- Przedmiot odbity przynajmniej dwa razy: 10 piłek, 23 chwyty - Eden Zak w 2005

### Dwuosobowe
Organizacja JISCON rejestruje tylko dwuosobowe rekordy z maczugami:
- Flash: 14 maczug, 14 podań - Peter Kaseman i Darin Marriott w 2004
- Przedmiot podany przynajmniej dwa razy: 12 maczug, 54 podania - Władimir Galczenko i Olga Galczenko w 2004

Strona Bounce Page rejestruje rekordy w odbijaniu dwuosobowym:
- Flash: 18 piłek, 25 podań - Dave Critchfield i John Jones w 2005
- Przedmiot podany przynajmniej dwa razy: 16 piłek, 67 podań - Dave Critchfield i John Jones w 2005

Rekordy w żonglerce dwuosobowej piłkami nie są obecnie rejestrowane przez żadną stronę, wynoszą one:
- Flash: 18 piłek, 18 podań - Ben Beever i Luke Burrage w 2002
- Przedmiot podany przynajmniej dwa razy: 15 piłek, 27 podań - Ben Beever i Luke Burrage w 2004

## Ujęcie kognitywne
Nauka żonglowania stymuluje możliwe do zaobserwowania zmiany w strukturze mózgu, które jednak są nietrwałe i znikają po zaprzestaniu ćwiczeń. Trening żonglowania poprawia prawdopodobnie umiejętności przestrzenne, co może pozytywnie wpływać na funkcje kognitywne i osiągnięcia matematyczne. 